# Hollywood Forever
Hollywood Forever è il decimo album in studio del gruppo musicale statunitense L.A. Guns, pubblicato nel 2012.

## Tracce
1. Hollywood Forever – 4:42
2. You Better Not Love Me – 4:17
3. Eel Pie – 2:40
4. Sweet Mystery – 4:01
5. Burn – 4:01
6. Vine St. Shimmy – 2:48
7. Dirty Black Night – 4:50
8. Underneath The Sun – 4:40
9. Queenie – 3:44
10. Crazy Tango – 4:40
11. Venus Bomb – 2:36
12. I Won't Play – 3:09
13. Requiem (Hollywood Forever) – 4:05
14. Araña Negra (Black Spider) (The Bicicletas cover) – 4:59
15. Rattlesnake (Bonus)

## Formazione
- Phil Lewis - voce
- Stacey Blades - chitarra
- Scott Griffin - basso, tastiere
- Steve Riley - batteria